# Бејкерсфилд (Мисури)
Бејкерсфилд (енгл. Bakersfield) град је у америчкој савезној држави Мисури.

## Демографија
По попису из 2010. године број становника је 246, што је 39 (-13,7%) становника мање него 2000. године.
| Група             | 2000.       | 2010.       |
| Белци             | 276 (96,8%) | 235 (95,5%) |
| Афроамериканци    | 0 (0,0%)    | 0 (0,0%)    |
| Азијати           | 0 (0,0%)    | 0 (0,0%)    |
| Хиспаноамериканци | 6 (2,1%)    | 4 (1,6%)    |
| Укупно            | 285         | 246         |